# Bispira oatesiana
Bispira oatesiana är en ringmaskart som först beskrevs av Benham 1927.  Bispira oatesiana ingår i släktet Bispira och familjen Sabellidae. Inga underarter finns listade i Catalogue of Life.